# 時空建築幻視譚
《時空建築幻視譚》（日语：マホロミ 時空建築幻視譚），日本漫畫家冬目景的漫畫作品，自2010年到2015年不定期連載。全4卷。

## 劇情大綱
故事敘述大學建築系的主角土神，為了通學方便搬進了祖父留下的一棟舊房子。某天在友人小卯的邀約之下來到一間即將拆除的西洋式老建築，卻在此遭遇了不可思議的體驗。

## 登場人物
土神東也（にわ とうや）
本故事的主角。在籍的大學建築系一年生，居住在祖父土神拓也留下了的私人住宅作為宿舍。具有某種特異能力，能看見建築物的記憶。擅長繪畫和製作模型。
深沢真百合（ふかざわ まゆり）
東也在一幢要被拆除的洋房遇見的謎之少女。具有某種特異能力，對奇異的事情感覺特別敏感。以前就讀女校，畢業後就搬到祖母遺留下來的別墅居住，靠縫製衣物為生。
円海卯（みつうみ あきら）
和東也同系的青梅竹馬，重度建築宅。對老舊建築特別熱衷，建築歷史的知識也非常豐富，唯獨畫畫和手工都很不在行。來自劍道世家，祖父到兄長那一代都是劍道高手。
土神菜南（にわ ななみ）
東也的妹妹，是高中園藝部的成員。對祖父和真百合的祖母之間的關係非常在意。
坂本
東也的系友，家裡是開建築事務所的。
拉里拉·李（ラリーラ・リー）
東也的系友，來自新加坡的華巫混血兒，成績非常優異，有到歐洲留學的打算。
石蕗巽（つわぶき たつみ）
東也的系友，個性非常冷傲。和卯是高中時的同學。對高樓建築非常感興趣，認為建築應該與時並進。
地引計馬（じびき けいま）
東也打工的事務所所長。
仲代雪子（なかだい ゆきこ）
地引的事務所負責庶務的員工，個性認真。
長塚美樹（ながつか みき）
地引的事務所負責庶務的員工，對木工和家具非常感興趣，以成為建築師為目標。
土神拓西（にわ たくし）
東也的祖父，在橫濱一代非常有名的建築師。
深沢芙貴子（ふかざわ ふきこ）
真百合的祖母，年輕時成為拖土神拓西設計真百合現居的別墅。

## 出版書籍
| 集數 | 小學館        | 小學館                 | 東立出版社    | 東立出版社             |
| 集數 | 發售日期      | ISBN                   | 發售日期      | ISBN                   |
| ---- | ------------- | ---------------------- | ------------- | ---------------------- |
| 1    | 2012年1月30日 | ISBN 978-4-09-184336-4 | 2014年1月6日  | ISBN 978-986-332-735-6 |
| 2    | 2013年2月28日 | ISBN 978-4-09-185134-5 | 2015年4月17日 | ISBN 978-986-332-736-3 |
| 3    | 2014年2月28日 | ISBN 978-4-09-186086-6 |               |                        |
| 4    | 2015年4月30日 | ISBN 978-4-09-187083-4 |               |                        |